# Рейно, Поль
Жан Поль Рейно (фр. Jean Paul Reynaud; 15 октября 1878, Барселоннет, департамент Альпы Верхнего Прованса — 21 сентября 1966, Нёйи-сюр-Сен) — французский политик и юрист периода между двумя мировыми войнами, сторонник экономического либерализма, яростный противник Германии. Предпоследний премьер-министр Франции в период Третьей республики, вице-президент Демократического альянса (правоцентристской партии).

## Молодость, политическая карьера
Отец Рейно был преуспевающим текстильным промышленником. Благодаря состоятельности семьи Рейно получил возможность изучать право в Сорбоннском университете.
Был членом Палаты депутатов с 1919 по 1924 год, представляя Нижние Альпы, и снова был избран в 1928 году от Парижа. Хотя впервые Рейно был избран от консервативного блока «Синий горизонт», вскоре после этого он перешёл в правоцентристский Демократический альянс и позднее стал вице-председателем партии.
В 1920-е гг. Рейно приобрёл репутацию как сторонник более мягких условий репараций, в то время как большинство французских политиков требовали жёстких условий для Германии. В 1930-е годы, особенно после прихода к власти нацистов, Рейно ужесточил своё отношение к Германии. Он был сторонником крепкого союза с Великобританией и, в отличие от большинства французских правых, улучшения отношений с СССР в противовес гитлеровской Германии
В начале 1930-х гг. неоднократно занимал посты в правительстве, однако в 1932 году разошёлся со своей партией по вопросам французской оборонной и внешней политики и не получал постов в правительстве до 1938 года. Как и Уинстон Черчилль, Рейно выглядел отступником в своей партии и нередко оставался в одиночестве, когда призывал к перевооружению и предупреждал об угрозе усиления Германии. Поддерживал теорию механизированной войны Шарля де Голля в противоположность доктрине статической обороны, которая была популярна в ту эпоху среди французов под впечатлением от 1-й мировой войны и выражением которой стало сооружение Линии Мажино. Рейно также был противником политики умиротворения германского агрессора. Также Рейно разошёлся с руководством своей партии по вопросу об экономической политике, поскольку он отстаивал необходимость девальвации франка для выхода из экономического кризиса. Пьер Этьенн Фланден, руководитель Демократического альянса, согласился с рядом экономических предложений Рейно, в частности, с требованием вести политику экономического либерализма.

## Возвращение в правительство
Рейно был назначен в 1938 году министром юстиции в кабинете Даладье. Судетский кризис, который разразился вскоре после его назначения, вновь выявил разногласия между Рейно и прочими политиками Демократического альянса. Рейно не был согласен с принуждением Чехословакии к уступкам Германии, тогда как лидер партии Фланден считал, что если стимулировать Германию к расширению на восток, это приведёт к конфликту между двумя державами и ослабит обе. В результате конфликта с ним Рейно вышел из партии и стал независимым политиком, но несмотря на это, сохранил поддержку Даладье, чья «политика закрытости» была близка взглядам Рейно.
Несмотря на столкновения с ведущими политиками, Рейно мечтал занять должность министра финансов. Он был сторонником радикально-либеральной экономической политики, которая, по его мнению, позволила бы вывести французскую экономику из застоя. Он предлагал отказаться от избыточной государственной регулировки, в том числе отказаться от 40-часовой рабочей недели. Понятие «дерегуляция» было очень популярным среди французских предпринимателей, и Рейно считал, что дерегуляция — лучший способ для Франции вернуть доверие инвесторов. Правительство Л. Блюма пало в 1938 году в результате попыток Блюма расширить регулирующие полномочия правительства; во Франции созрела широкая поддержка альтернативных подходов, подобных тому, сторонником которого был Рейно.
Поль Маршандо, которого Даладье первоначально назначил министром финансов, предложил умеренную программу экономических реформ, которая не удовлетворила Даладье. Рейно и Даладье обменялись министерскими портфелями, в результате чего Рейно удачно осуществил свои радикальные либеральные экономические реформы. Благодаря успеху реформ правительство выдержало кратковременное жёсткое противостояние с оппозицией. Рейно обратился напрямую к деловому миру Франции: «Мы живём в капиталистической системе. Чтобы она функционировала, мы должны соблюдать законы. Есть законы прибыли, индивидуального риска, свободных рынков и роста через конкуренцию».
Реформы Рейно оказались исключительно успешными; была внедрена программа строгой экономии (хотя расходы на вооружение не были сокращены), в связи с чем французские запасы возросли с 37 млрд франков в сентябре 1938 г. до 48 млрд франков год спустя, накануне войны. Более важен тот факт, что промышленное производство Франции подскочило от 76 % до 100 % (за эталон принят уровень 1929 г.) с октября 1938 по май 1939 года. К началу войны, однако, Рейно не стремился добиться роста французской экономики любой ценой; он считал, что излишний прирост расходов перед войной сыграет пагубную роль для французской экономики.
Французские правые занимали двойственную позицию по отношению к войне в конце 1939 — начале 1940 гг., считая более значительной угрозой СССР. Зимняя война между СССР и Финляндией в значительной мере сняла эту проблему; Даладье отказался послать помощь финнам, в то время как война с Германией продолжилась. Известие о советско-финском перемирии в марте 1940 г. заставило Фландена и Лаваля провести тайные заседания законодательного органа, который денонсировал действия Даладье; правительство пало 19 марта. Через два дня Рейно был назначен премьер-министром Франции.

## Премьер-министр и узник концлагеря
Хотя Рейно приобретал всё большую популярность, Палата депутатов избрала его на должность премьер-министра с перевесом всего в один голос, причём большинство депутатов от его партии воздержались. Более половины голосов Рейно получил от социалистов. Имея широкую поддержку слева и оппозицию справа, правительство Рейно оказалось неустойчивым; многие критики справа требовали, чтобы Рейно ввязался в войну против СССР вместо войны с Германией. Палата депутатов также навязала ему Даладье, которого Рейно считал лично ответственным за слабость Франции, на должность министра обороны. Одним из первых шагов правительства Рейно была совместная декларация с британским премьер-министром Н. Чемберленом о том, что ни одна из двух стран не заключит сепаратного мира с противником.
Рейно отвергал любые предложения, основанные на «стратегии затянувшейся войны», где Франция рассчитывала измотать соперника. Напротив, Рейно считал, что война должна распространиться на Балканы и Северную Европу; ему удалось организовать кампанию союзников в Норвегии, хотя та и закончилась поражением. Решение британцев отступить 26 апреля стало причиной личной поездки Рейно в Британию, где он отстаивал необходимость защищать Норвегию до конца.
Битва за Францию началась менее чем через два месяца после вступления Рейно в должность. 15 мая, через пять дней после нападения Германии, Рейно связался со своим британским коллегой, только что вступившим в должность У. Черчиллем, и заявил ему: «Нас разгромили…; фронт прорван около Седана». В то же время Шарль де Голль, которого Рейно длительное время поддерживал и который был одним из немногих успешных генералов во время кампании 1940 года, получил звание бригадного генерала и назначен заместителем министра обороны.
Ввиду постоянного ухудшения военного положения Франции Рейно был вынужден согласиться с назначением Ф. Петена на должность государственного министра. Вскоре после оккупации Франции Петен и его сторонники стали оказывать давление на Рейно, чтобы тот подписал сепаратный мир с немцами, однако Рейно отказался в этом участвовать. 16 июня в телефонном разговоре с находившимся в Лондоне Шарлем де Голлем Рейно получил рекомендацию: обратиться к правительству с объявлением об объединении Великобритании и Франции в единое государство. Де Голль продиктовал ему текст обращения, рассчитывая, что эффект неожиданности убедит министров не подписывать сепаратный мир. Однако позже выяснилось, что генерал Вейган приказал организовать прослушку телефонных разговоров Рейно, и в итоге эффект неожиданности был утрачен. Никакого решения официально принято так и не было, а в тот же день Рейно ушёл в отставку.
Петен возглавил новое правительство и подписал перемирие 22 июня. По его приказу Рейно был арестован, однако Петен не стал организовывать над ним суд, а передал в руки немцев, которые держали его в концлагере до конца войны.
Рейно был освобождён союзниками в ходе сражения у замка Иттер около г. Вёргль, Австрия, 7 мая 1945 года (ценой своей жизни его спас от пуль немецкий майор Й. Гангль).

## Послевоенный период
После войны Рейно вновь был избран в Палату депутатов в 1946 г. Неоднократно занимал министерские должности и продолжал играть важную роль во французской политике, хотя его попытки сформировать правительство в 1952 и 1953 годах оказались безуспешными. Рейно поддерживал идею Соединённых штатов Европы. Он же был председателем консультативного комитета, который составил конституцию Пятой республики. В 1962 году Рейно выступил против попытки своего старого друга де Голля отказаться от системы коллегии выборщиков в пользу прямого голосования и в том же году ушёл в отставку.
В 1949 году Рейно повторно заключил брак в возрасте 71 года и стал отцом троих детей.

## Смерть
Поль Рейно скончался 21 сентября 1966 года в Нёйи-сюр-Сен.

## Правительство Рейно (21 марта — 16 июня 1940)
- Поль Рейно — председатель Совета Министров и министр иностранных дел;
- Камиль Шотан — вице-председатель Совета Министров;
- Эдуар Даладье — министр национальной обороны и военный министр;
- Рауль Дотри — министр вооружений;
- Анри Руа — министр внутренних дел;
- Люсьен Лямурё — министр финансов;
- Шарль Помаре — министр труда;
- Альбер Сероль — министр юстиции;
- Сезар Кампинши — военно-морской министр;
- Альфонс Рио — министр торгового флота;
- Лоран Эйнак — министр авиации;
- Альбер Сарро — министр национального образования;
- Альбер Ривьер — министр ветеранов и пенсионеров;
- Поль Теллье — министр сельского хозяйства;
- Анри Кей — министр поставок;
- Жорж Мандель — министр колоний;
- Анатоль де Монзи — министр общественных работ;
- Марсель Эро — министр здравоохранения;
- Альфред Жюль-Жульен — министр почт, телеграфов, телефонов и передач;
- Людовик-Оскар Фроссар — министр информации;
- Луи Роллен — министр торговли и промышленности;
- Жорж Моннэ — министр блокады.

### Изменения
- 10 мая 1940 — Луи Марен и Жан Ибарнегарай входят в Кабинет как государственные министры;
- 18 мая 1940 — Филипп Петен входит в Кабинет как государственный министр. Рейно наследует Даладье как министр национальной обороны и военный министр. Даладье наследует Рейно как министр иностранных дел. Жорж Мандель наследует Руа как министр внутренних дел. Луи Роллен наследует Манделю как министр колоний. Леон Барети наследует Ролленом как министр торговли и промышленности.
- 5 июня 1940 — Рейно наследует Даладье как министр иностранных дел, оставаясь также министром национальной обороны и военным министром. Ив Бутилье наследует Лямурё как министр финансов. Ивон Дельбос наследует Сарро как министр национального образования. Людовик-Оскар Фроссар наследует Монзе как министр общественных работ. Жан Прувос наследует Фроссару как министр информации. Жорж Перно наследует Эро как министр здравоохранения, с новым названием министра французской семьи. Альбер Шишери наследует Барети как министр торговли и промышленности.

## Сочинения
- Au cœur de la mêlée (1930—1945), Flammarion, 1951
  - Paul Reynaud. In the Thick of the Fight, 1930—1945 (1955)
- Поль Рейно. Внешняя политика голлизма = La politique étrangère du gaullisme. — М.: Прогресс, 1964. — 166 с.